# アンドレ・フィリペ・ベルナルデス・サントス
アンドレ・フィリペ・ベルナルデス・サントス（ポルトガル語: André Filipe Bernardes Santos、1989年3月2日 - ）は、ポルトガルのサッカー選手。元ポルトガル代表。ポジションはMF。

## クラブ歴
1998年にSCロウリニャネンセでサッカーを始めた。11歳の時にスポルティング・クルーベ・デ・ポルトゥガルの下部組織に移籍。
2008年にセグンダ・ディヴィソンのCDファティマで選手初出場を記録。
翌シーズンはプリメイラ・リーガ所属のUDレイリアに期限付き移籍した。
2010-11シーズンにスポルティングCPに復帰、8月5日のUEFAヨーロッパリーグ 2010-11のFCノアシェラン戦で復帰後初出場を果たした。12月に復帰後初得点を記録。2011年8月25日にもUEFAヨーロッパリーグ 2011-12予選でノアシェランと対決したが、ここでは得点を決めて本戦進出に貢献した。しかしドミンゴス・パシエンシア新監督の下ではレギュラーから落ちてしまった。
2012年6月、リーガ・エスパニョーラのデポルティーボ・ラ・コルーニャにチームメイトのディオゴ・サロモンとともに1シーズンの期限付き移籍で加入。9月1日の試合で移籍後初出場を記録した。
2013年8月にヴィトーリア・ギマランイスに完全移籍。
翌シーズンはスュペル・リグのバルケスィルスポルに移籍した。
2015年7月に2年契約でリーグ・ドゥのFCメスに移籍。昇格に貢献したものの同シーズン限りでヌーノ・レイスとともに放出された。
その後FCアロウカに加入。2018年にはCSウニヴェルシタテア・クラヨーヴァに期限付き移籍した。
2018年夏にベレネンセスSADに移籍した。
2020年8月28日にグラスホッパー・クラブ・チューリッヒに完全移籍。

## 代表歴
アンダー代表としては30試合以上の出場経験がある。
2011年3月29日に行われたフィンランド代表との親善試合でルベン・ミカエルに代わって途中投入されポルトガル代表初出場を記録した。